# Krajenka
Krajenka (deutsch Krojanke) ist eine Stadt in der polnischen Woiwodschaft Großpolen im Powiat Złotowski mit etwa 3650 Einwohnern. Im Ort befindet sich der Sitz der Stadt- und Landgemeinde (gmina miejsko-wiejska).

## Geographische Lage
Die Stadt liegt in der historischen Landschaft Westpreußen  am Nordufer des Flusses Glumia, etwa neun Kilometer südlich von Flatow (Złotów) und 23 Kilometer nordöstlich von Schneidemühl (Piła). Nach Osten hin verläuft die Krainaer Seenplatte. Das Gebiet der Stadt- und Landgemeinde erstreckt sich über 191,79 km².

## Geschichte

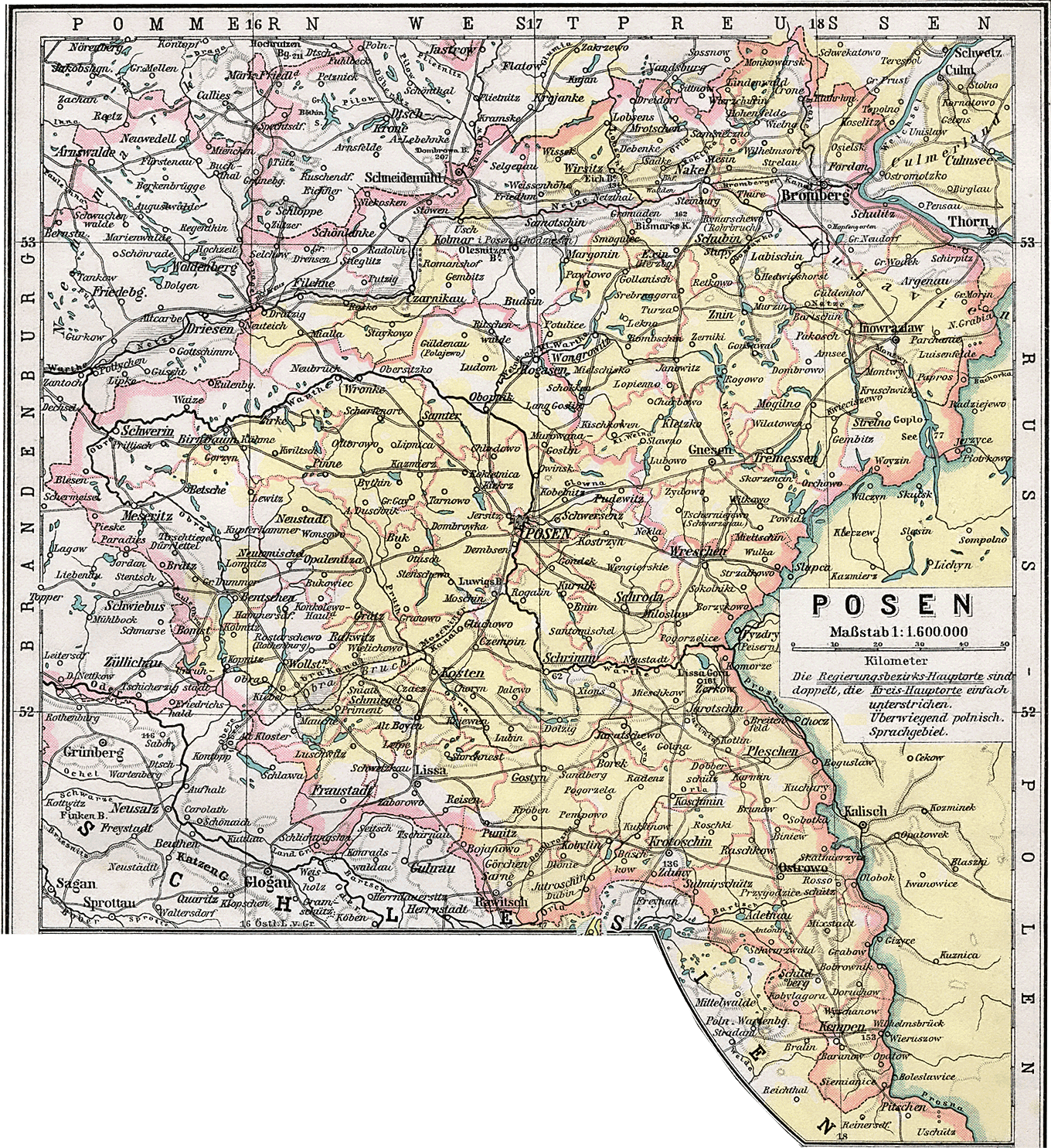
Krojanke nordöstlich der Stadt Schneidemühl – siehe obere Bildhälfte – auf einer Landkarte der Provinz Posen von 1905 (gelb markierte Flächen kennzeichnen Gebiete mit seinerzeit mehrheitlich polnischsprachiger Bevölkerung).

Krojanke südlich der Stadt Flatow auf einer Landkarte von 1806

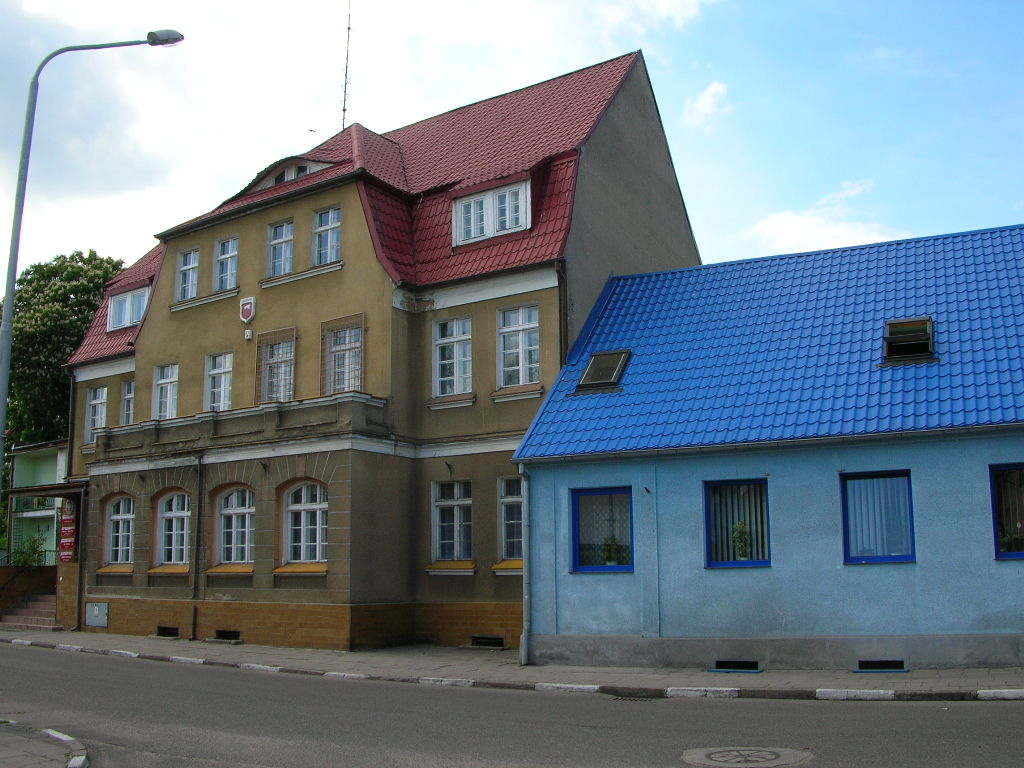
Rathaus

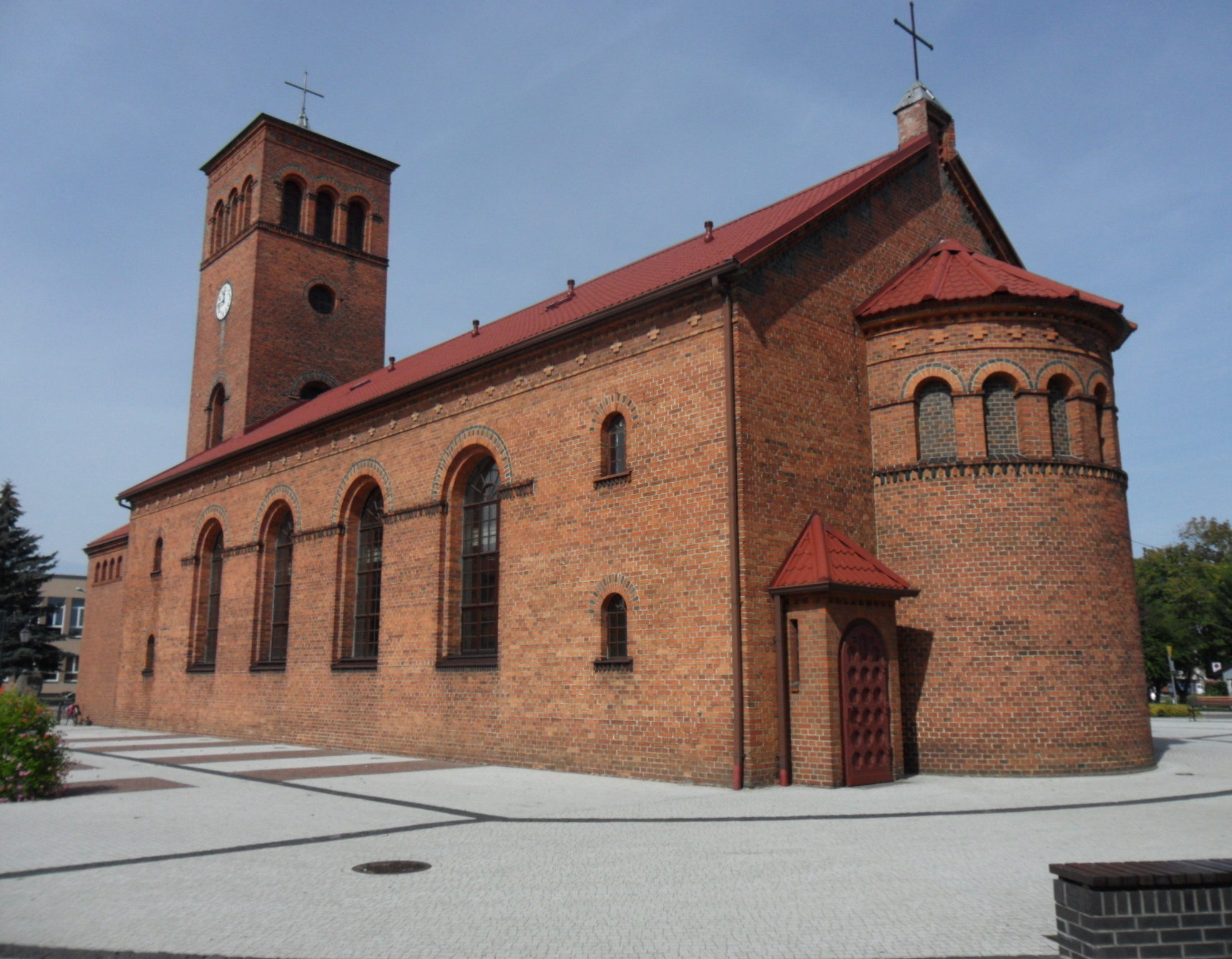
Evangelische Kirche

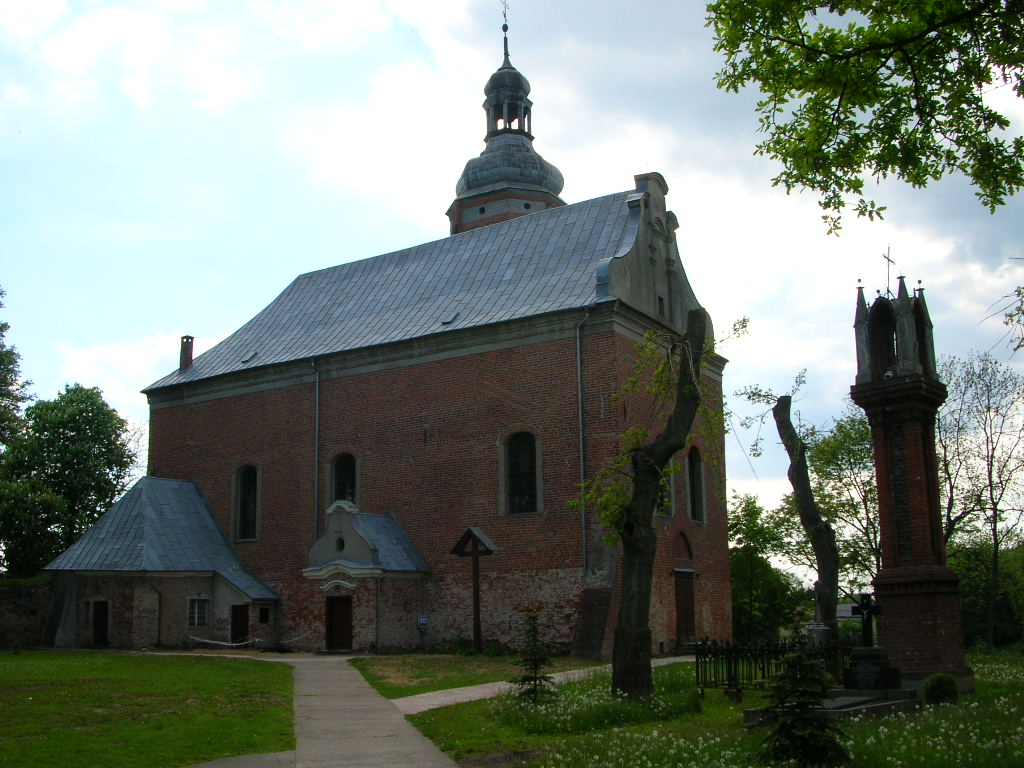
Katholische Kirche

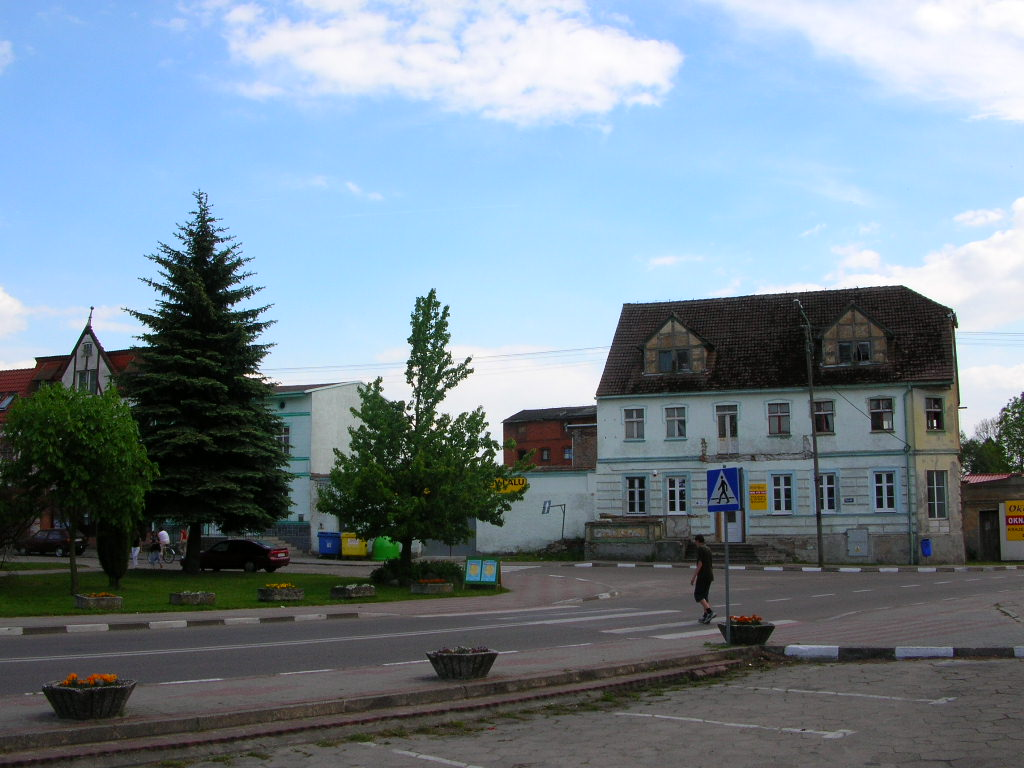
Marktplatz

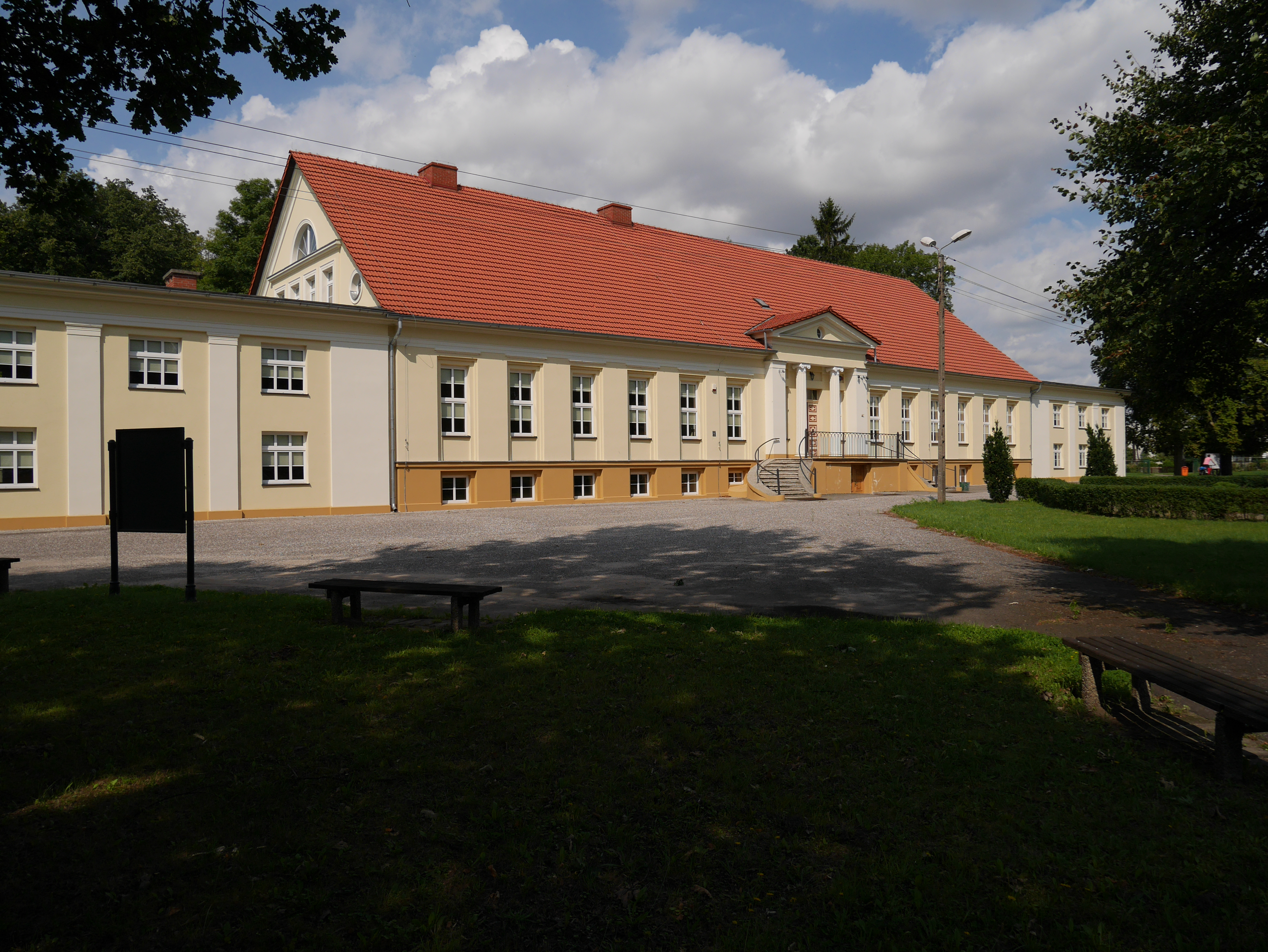
Gutshaus

Der Ursprung des Ortes liegt auf dem westlich gelegenen Schlossberg, auf dem sich im Frühmittelalter eine wendische Befestigungsanlage befand. Das Umland war Grenzgebiet zwischen Pommern und Polen, von diesen „Kraina“ (deutsch „Grenzland“) genannt. Seit 1343 gehörte das Gebiet vorübergehend zum Königreich Polen. Die Ortsgründung geht auf den polnischen Adligen Andrzej Danaborski zurück, der von König Władysław II. Jagiełło 1420 für das Dorf Magdeburger Stadtrecht erworben haben soll. Nach anderer Auffassung blieb Krojanke ein Dorf und erhielt erst 1709 Stadtrechte. Als Wappen benutzte die Stadt das Familienwappen ihres Gründers. In der Folgezeit wechselten die Besitzer der Ortschaft häufig.
Wichtigster Erwerbszweig der Einwohner war die Landwirtschaft, ab 1654 wurde gewerbsmäßig Bier in der Stadt gebraut. Im 18. Jahrhundert versuchte man, mit einer Seidenraupenzucht einen neuen Erwerbszweig zu eröffnen. 1703 wurde im Westflügel des von der Familie Danaborski errichteten Schlosses für die katholische Gemeinde die St.-Nikolaus-Kirche eingebaut.
Im Rahmen der ersten polnischen Teilung im Jahr 1772 kam die Ortschaft Krojanke, die zu dieser Zeit etwa 900 Einwohner hatte, an das Königreich Preußen und wurde dem Netzedistrikt zugeteilt. Nach der preußischen Verwaltungsreform von 1815 wurde die Stadt in den Kreis Flatow im westpreußischen Regierungsbezirk Marienwerder eingegliedert. Die Zahl der Einwohner wuchs ständig, 1857 lebten bereits 2061 Menschen in Krojanke. Da unter den Zuwanderern viele Evangelische waren, wurde 1846 nach Plänen von Carl Friedrich Schinkel auf dem Marktplatz mit dem Bau einer evangelischen Kirche begonnen. An der Straße nach Flatow (Złotów) entstanden zahlreiche neue Wohnhäuser. 1871 wurde am Südufer des Flusses Glumia der Bahnhof für die Preußische Ostbahn (heute Bahnstrecke Tczew–Küstrin-Kietz Grenze) eröffnet. In seiner Nähe siedelten sich ein Kalksandstein- und ein Sägewerk an. Am Anfang des 20. Jahrhunderts hatte Krojanke eine evangelische Kirche, eine katholische Kirche und eine alte Ritterburg.
Als nach dem Ersten Weltkrieg aufgrund der Bestimmungen des Versailler Vertrags große Teile Westpreußens zur Einrichtung des Polnischen Korridors an die Zweite Polnische Republik abgetreten werden mussten, wurde Krojanke mit einem Teil des Kreises Flatow in die neu geschaffene Provinz Grenzmark Posen-Westpreußen eingegliedert. Am 21. Juni 1924 ging Krojanke in die Rechtsgeschichte ein. Durch ein Urteil des Reichsgerichtes wurde der ehemalige Herrschaftsbesitz des preußischen Prinzen Friedrich Leopold, unter anderem Krojanke, als Privateigentum anerkannt und damit eine wichtige Grundsatzentscheidung zu den Entschädigungsansprüchen des deutschen Adels in der Weimarer Republik gefällt. Als 1938 die Provinz Grenzmark aufgelöst wurde, kam Krojanke zu Pommern. 1939 war die Einwohnerzahl auf 3233 angewachsen.

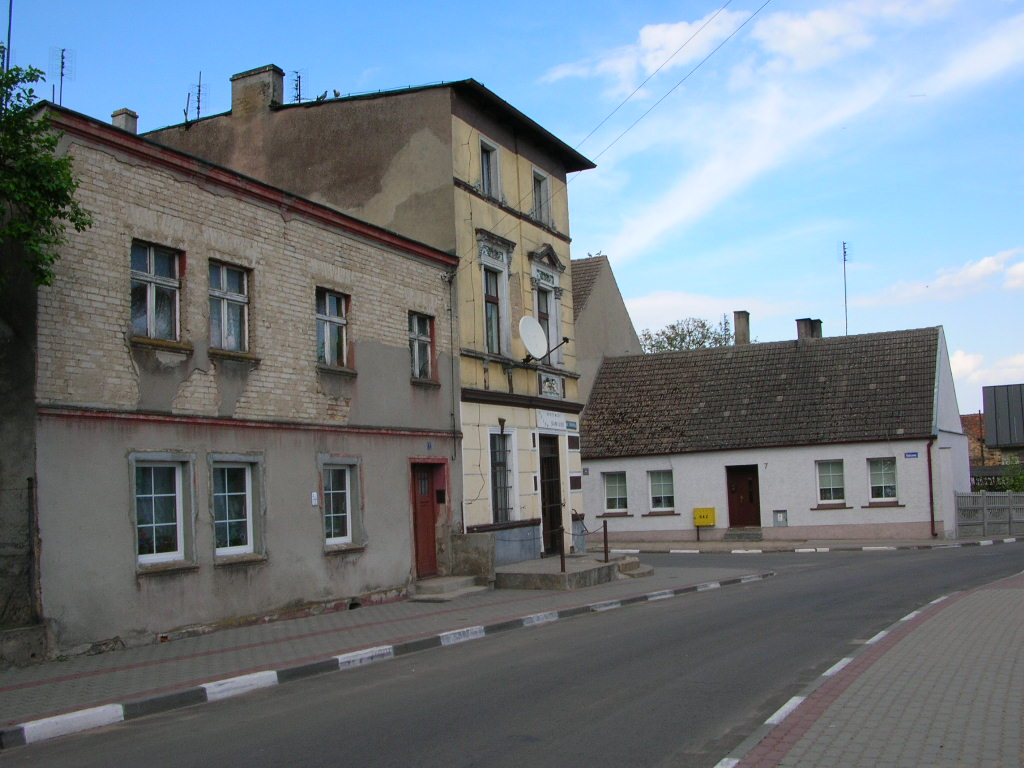
Gebäude in der Altstadt
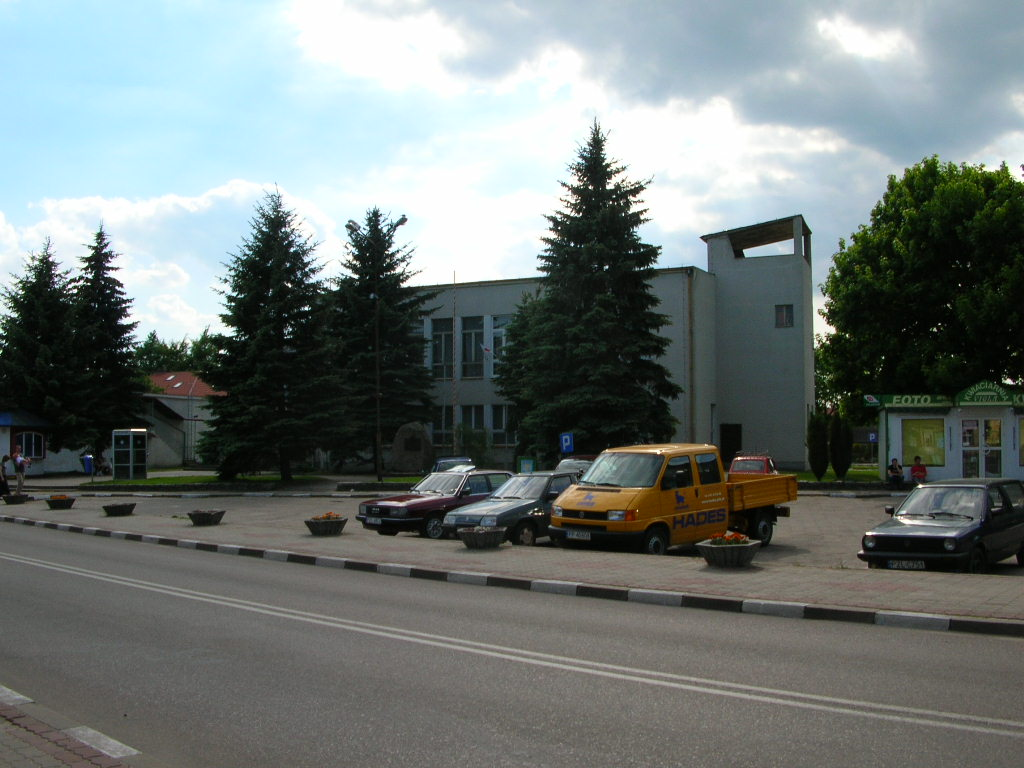
Kulturzentrum
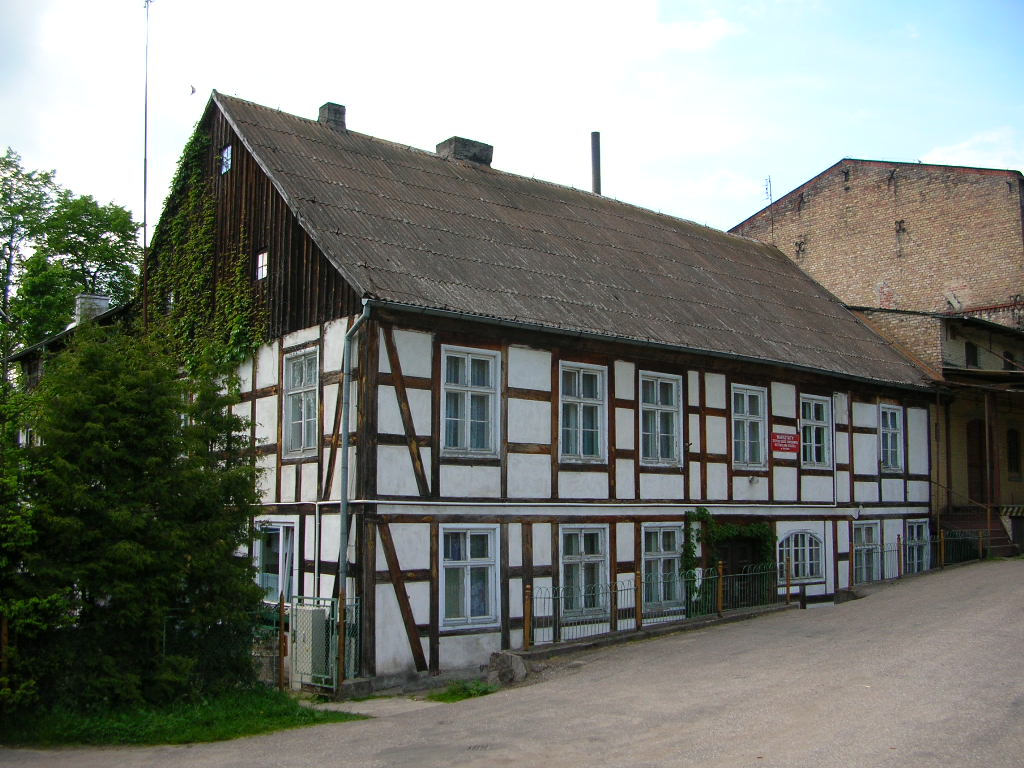
Fachwerkhaus

Am Anfang der 1930er-Jahre hatte die Gemarkung der Stadt Krojanke eine Flächengröße von 42,6 km², und in dem Stadtgebiet standen insgesamt 456 Wohnhäuser an 17 verschiedenen Wohnorten:
1. Bahnhof Krojanke
2. Barankower Feld
3. Erdmannshof
4. Forsthaus Kleinheide
5. Gut Barankowo
6. Heidenfelde
7. Kaltenort
8. Krojanke
9. Langerberg
10. Leßniker Feld
11. Lonsker Feld
12. Sakollnower Feld
13. Scheunenbezirk
14. Schützenhaus
15. Tarnowker Busch
16. Vorwerk Dombrowo
17. Wonzower Weg

Im Jahr 1925 wurden 3463 Einwohner gezählt, die auf 807 Haushaltungen verteilt waren.
Als sich der Zweite Weltkrieg seinem Ende näherte, versuchten viele Stadtbewohner Anfang 1945, vor der näherrückenden Kriegsfront zu fliehen. Während der Eroberung durch die Rote Armee wurde Krojanke stark zerstört, im Stadtzentrum blieben nur wenige Häuser erhalten. Bald nach Einstellung der Kampfhandlungen wurde Krojanke seitens der sowjetischen Besatzungsmacht zusammen mit ganz Hinterpommern und der südlichen Hälfte Ostpreußens der Volksrepublik Polen zur Verwaltung überlassen. Für Krojanke wurde die polnische Ortsbezeichnung  Krajenka eingeführt. Soweit die Einwohner nicht geflohen waren, wurden sie in der darauf folgenden Zeit aus Krojanke vertrieben. Die polnischen Zuwanderer kamen zunächst vorwiegend aus den von der Sowjetunion besetzten Gebieten östlich der Curzon-Linie.
Anstelle der zerstörten Häuser wurden Wohnblocks errichtet, und erst 1960 wurde mit 3100 Einwohnern der Vorkriegsstand wieder erreicht.

## Demographie
| Jahr | Einwohner | Anmerkungen |
| ---- | --------- | --- |
| 1772 | 0900      | |
| 1783 | 0848      | davon 400 Evangelische, 248 Katholiken und 200 Juden                                                               |
| 1805 | 1946      | davon 1203 Christen und 743 Juden                                                                                  |
| 1822 | 1733      | davon 859 Evangelische, 362 Katholiken und 512 Juden                                                               |
| 1852 | 3063      | davon 1797 Evangelische, 668 Katholiken und 648 Juden                                                              |
| 1864 | 3245      | davon 1874 Evangelische, 755 Katholiken und 616 Juden                                                              |
| 1871 | 3234      | darunter 1870 Evangelische und 760 Katholiken (330 Polen)                                                          |
| 1875 | 3303      | [ 8 ] |
| 1880 | 3531      | [ 3 ] |
| 1890 | 3344      | davon 1781 Evangelische, 1055 Katholiken und 509 Juden (400 Polen)                                                 |
| 1900 | 3413      | meist Evangelische                                                                                                 |
| 1910 | 3428      | am 1. Dezember, davon 1711 Evangelische, 1282 Katholiken und 399 Juden; 393 Einwohner mit polnischer Muttersprache |
| 1925 | 3464      | davon 1865 Protestanten, 1262 Katholiken und 320 Juden                                                             |
| 1933 | 3345      | [ 3 ] |
| 1939 | 3233      | [ 3 ] |

| Jahr | Einwohner | Anmerkungen |
| ---- | --------- | ----------- |
| 1945 | 0150      |             |
| 1960 | 3100      |             |
| 2007 | 3647      | [ 10 ]      |

## Persönlichkeiten

### In Krojanke geboren
- Erich Wolfsfeld (1884–1956), Graphiker, Maler und Radierer
- Julius Meyer (1909–1979), Politiker und Präsident des Verbands der Jüdischen Gemeinden in der DDR

### Mit Krojanke verbunden
- Friedrich Leopold von Preußen (1865–1931), Gutsbesitzer in Krojanke und dort gestorben

## Verkehr
Zur Nachbarstadt Piła (Schneidemühl) führen die Woiwodschaftsstraße 188 und die Bahnstrecke Tczew–Küstrin-Kietz Grenze.

## Gmina Krojanke
Die Stadt- und Landgemeinde Krajenka umfasst eine Fläche von 192 km². Die Zahl der Einwohner liegt bei mehr als 7000, von denen fast die Hälfte in der Stadt selbst wohnt.
Die Fläche der Gemeinde wird zu 47 % landwirtschaftlich genutzt. Waldgebiet beträgt 48 % der Fläche der Gemeinde. In ihr entwickelte sich vor allem die Holzindustrie, nämlich: Sägemühlen, holzverarbeitende Betriebe und Möbelfabriken. Im geringeren Maß entstanden Nahrungsmittelbetriebe: Bäckereien und Fleischereien. Außerdem wurden verschiedene Dienstleistungsbetriebe gegründet, die den Bedarf der Bevölkerung decken.
Die Gemeinde besteht aus den folgenden Ortschaften:
| Name                 | deutscher Name (bis 1945)                         |
| -------------------- | ------------------------------------------------- |
| Augustowo            | Augustowo (1914–1945 Augustendorf)                |
| Barankowo            | Barankower Feld                                   |
| Czajcze              | Waldhof                                           |
| Dolnik               | Dollnik (1926–1945 Wittenburg)                    |
| Głubczyn             | Glubczyn (1909–1926 Glubschin, 1926–1945 Steinau) |
| Krajenka             | Krojanke                                          |
| Leśnik               | Leßnick (1926–1945 Lessendorf)                    |
| Łońsko               | Lonsker Feld                                      |
| Maryniec             | Marienwalde                                       |
| Paruszka             | Paruschke (1926–1945 Treuenheide)                 |
| Podróżna             | Podrusen (1927–1945 Preußenfeld)                  |
| Pogórze              | Sakollnower Feld                                  |
| Skórka               | Schönfeld                                         |
| Śmiardowo Krajeńskie | Smirdowo bei Krojanke (1909–1945 Schmirtenau)     |
| Tarnówczyn           | Tarnowker Busch                                   |
| Wąsoszki             | Wonzower Weg                                      |
| Żeleźnica            | Hammer                                            |